# Nikos Gkolias
Nikos Gkolias (in greco Νικος Γκόλιας?; Karditsa, 29 luglio 1993) è un calciatore greco, centrocampista svincolato.